# Martonvásár
Martonvásár (deutsch Martinsmarkt) ist eine ungarische Stadt im gleichnamigen Kreis im Komitat Fejér.

## Geschichte

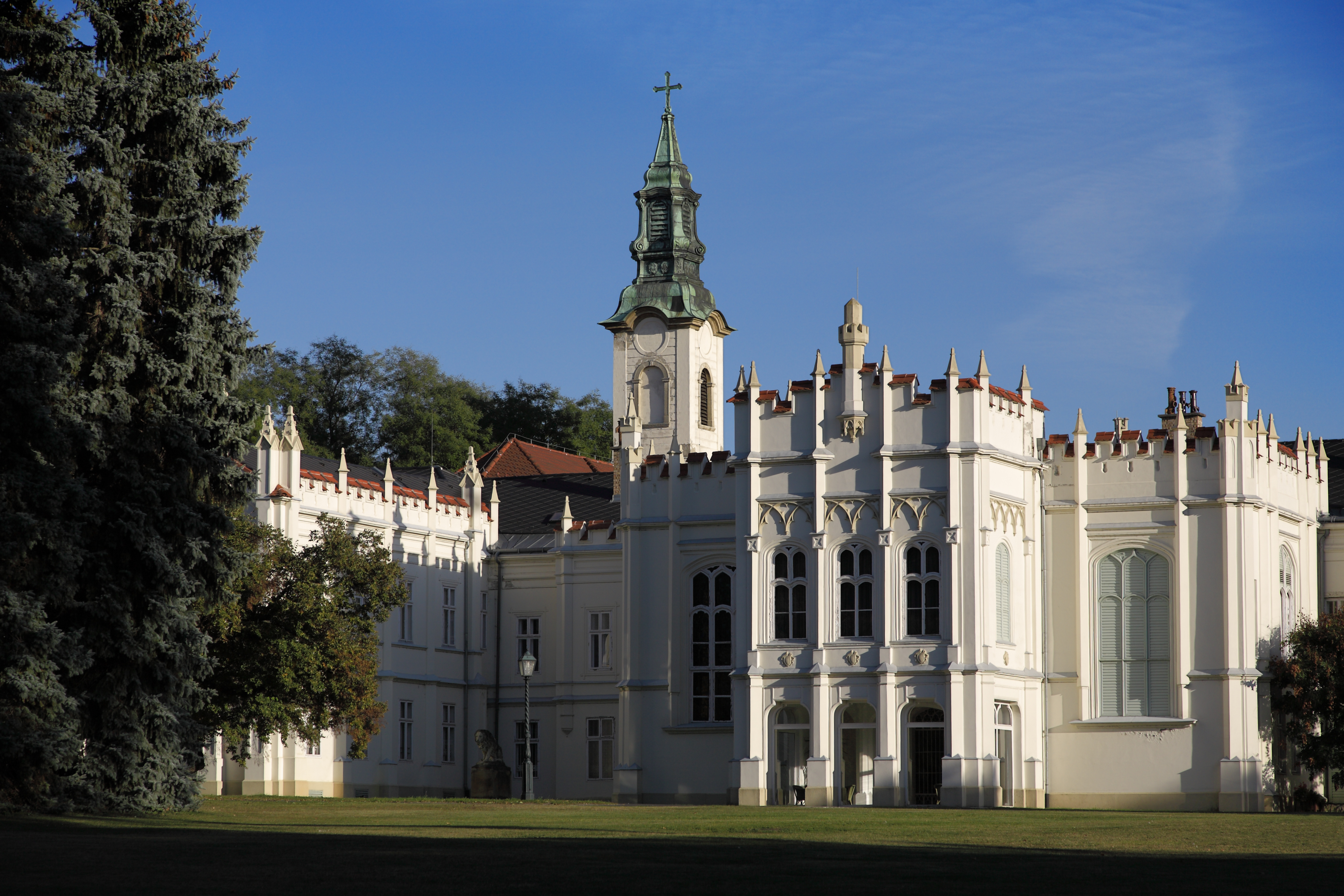
Schloss Brunszvik (2011)

Martonvásár wurde 1268 erstmals urkundlich erwähnt. Lange Zeit war es Herrschaftssitz der gräflichen Familie Brunsvik (ungarisch Brunszvik). Von 1809 bis 1849 wurde es von dem Grafen Franz Brunsvik verwaltet, einem engen Freund von Ludwig van Beethoven.  

## Sehenswürdigkeiten
- Schloss Brunszvik
- Beethoven-Museum
- Kindergarten-Museum

## Städtepartnerschaften
- Baienfurt, Deutschland
- Culpiu, Rumänien
- Saint-Avertin, Frankreich